# Liste der Naturdenkmale in Balzheim
| Naturdenkmale | Anzahl |
| ------------- | ------ |
| FND           | 4      |
| END           | 10     |
| Gesamt        | 14     |

Die Liste der Naturdenkmale in Balzheim nennt die verordneten Naturdenkmale (ND) der im baden-württembergischen Alb-Donau-Kreis liegenden Gemeinde Balzheim. In Balzheim gibt es insgesamt vierzehn als Naturdenkmal geschützte Objekte, davon vier flächenhafte Naturdenkmale (FND) und zehn Einzelgebilde-Naturdenkmale (END).
Stand: 31. Oktober 2016.

## Flächenhafte Naturdenkmale (FND)
| Name                                          | Bild | Kennung     | Einzelheiten | Position | Fläche Hektar | Datum        |
| --------------------------------------------- | ---- | ----------- | ------------ | -------- | ------------- | ------------ |
| Hohlweg „Bei der Ziegelhütte“                 | BW   | 84251400010 | Balzheim     | ⊙        | 0,2           | 21. Mai 2003 |
| Hohlweg in der Gehrnhalde                     | BW   | 84251400008 | Balzheim     | ⊙        | 0,1           | 21. Mai 2003 |
| Hohlweg in der Pfingsthalde mit 3 Stieleichen | BW   | 84251400006 | Balzheim     | ⊙        | 0,1           | 21. Mai 2003 |
| Hohlweg Warte                                 | BW   | 84251400013 | Balzheim     | ⊙        | 0,5           | 21. Mai 2003 |
| Legende für Naturdenkmal                      |      |             |              |          |               |              |

## Einzelgebilde (END)
| Name                                          | Bild          | Kennung     | Einzelheiten | Position | Fläche Hektar | Datum        |
| --------------------------------------------- | ------------- | ----------- | ------------ | -------- | ------------- | ------------ |
| 1 Blutbuche an der Kirche                     | Blutbuche re. | 84251400004 | Balzheim     | ⊙        | 0,0           | 21. Mai 2003 |
| 1 Rotbuche am Unteren Schloß                  | BW            | 84251400014 | Balzheim     | ⊙        | 0,0           | 21. Mai 2003 |
| 1 Stieleiche bei den Gemeindeäckern           | BW            | 84251400005 | Balzheim     | ⊙        | 0,0           | 21. Mai 2003 |
| 1 Stieleiche im Gewann Reutäcker              | BW            | 84251400009 | Balzheim     | ⊙        | 0,0           | 21. Mai 2003 |
| 1 Winterlinde am Abzweig Fürbuch              | BW            | 84251400001 | Balzheim     | ⊙        | 0,0           | 21. Mai 2003 |
| 1 Winterlinde am Abzweig nach Wain            | BW            | 84251400002 | Balzheim     | ⊙        | 0,0           | 21. Mai 2003 |
| 2 Buchen an der Wainer Straße                 | BW            | 84251400003 | Balzheim     | ⊙        | 0,0           | 21. Mai 2003 |
| 2 Stieleichen in der Gehrnhalde               | BW            | 84251400007 | Balzheim     | ⊙        | 0,0           | 21. Mai 2003 |
| 5 Stieleichen im Gewann Reutäcker             | BW            | 84251400011 | Balzheim     | ⊙        | 0,0           | 21. Mai 2003 |
| 8 Stieleichen im Gewann „Bei der Ziegelhütte“ | BW            | 84251400012 | Balzheim     | ⊙        | 0,0           | 21. Mai 2003 |
| Legende für Naturdenkmal                      |               |             |              |          |               |              |